# تونی کوتی
تونی کوتی (به انگلیسی: Tony Cottee) زادهٔ ۱۱ ژوئیه ۱۹۶۵ بازیکن فوتبال اهل انگلستان بود که سابقهٔ بازی در تیم ملی فوتبال انگلستان را در کارنامهٔ خود دارد. وی در تاریخ ۱۰ سپتامبر ۱۹۸۶ نخستین بازی ملی خود را در مقابل تیم ملی فوتبال سوئد انجام داد و با حضور در ۷ بازی ملی، در تاریخ ۲۷ مه ۱۹۸۹ واپسین بازی ملی‌اش را در برابر تیم ملی فوتبال اسکاتلند برگزار کرد.